# Павина Тонгсук
Павина Тхонгсук (тайск. ปวีณา ทองสุก, 18 апреля 1979 года, Сихорафум, Таиланд) — тайская штангистка, олимпийская чемпионка.
Павина Тхонгсук родилась 18 апреля 1979 года в Сихорафуме, олимпийская чемпионка 2004 года в весе до 75 кг, чемпионка мира 2002 года в весе до 69 кг, чемпионка мира 2005 года в весе до 63 кг, серебряный призёр Азиатских игр 2002 и 2004 годов в весе до 69 кг, чемпионка Универсиады 2003 в весе до 69 кг, чемпионка Игр Юго-Восточной Азии 2005 года в весе до 69 кг.